# Узбекские бойные голуби летно-игровой и выставочной породы

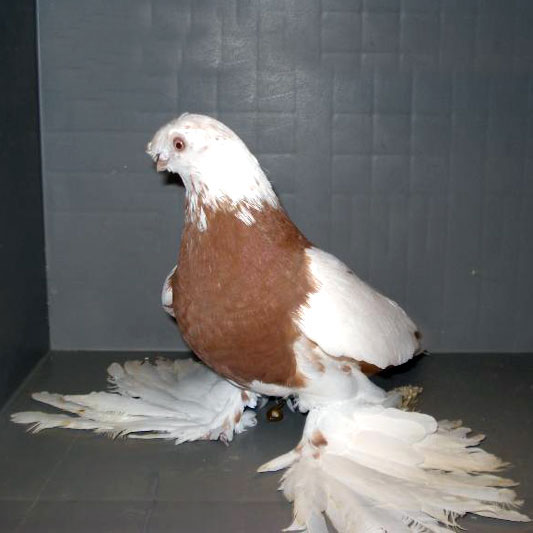
Голубь Капкан-Чинны

Узбекский бойный голубь лётно-игровой и выставочной породы (лат. Uzbecorum pugnans ludus et exhibitione columbam) — Мировая классификация пород — группа «Бойные голуби». Раса — «Узбекские лётно-игровые голуби». Подраса — «Узбекские выставочные голуби».

Узбекская двухчубая лётно-игровая (бойная) и узбекская двухчубая короткоклювая выставочная (бойная) раса голубей — это искусственно выведенный биологический вид, путём спаривания с различными породами, отличающийся от всех имеющихся голубей своей внешностью. Пользуется большой популярностью у голубеводов благодаря уникальной конституции, разнообразию окрасов, стилю длительного полёта и особенности игры.

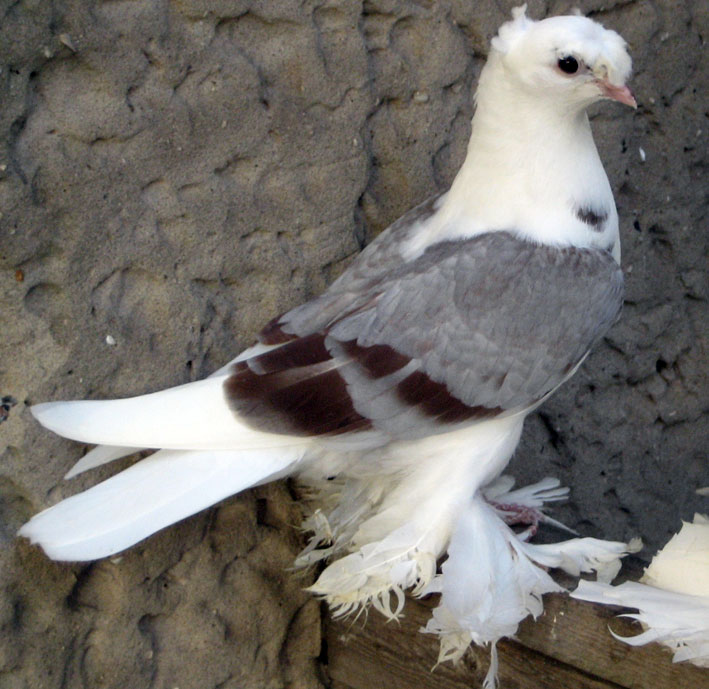
Голубь Гури Авлак

Узбекские бойные голуби классифицируются на определенные стандарты. Стандартизируются на лётно-игровых и выставочных голубей.
- Стандарты: Узбекские двухчубые «лётно-игровые» голуби[2]
- Стандарты: Узбекские двухчубые короткоклювые «выставочные» голуби[3]
- Стандарты: Бухарские голуби[4]
- Стандарты: Андижанские голуби[5]

## История узбекских бойных голубей
История узбекских бойных голубей имеет глубокие корни и неразрывно связана с культурным наследием региона. На протяжении различных исторических периодов голубеводство в этом регионе стало значимой частью народного промысла.
В XIV—XV веках Кавказ, Иран, Афганистан и Мавераннахр образовывали обширные территории империи Амира Тимура. Эта империя граничила на западе с Османской Империей и Сирией, на севере — с Золотой Ордой, а на востоке — с Индией и Китаем. Через эти земли проходил маршрут «Великого шёлкового пути», который соединял Среднюю Азию с регионами Турции и Ирана, где с древних времен, наряду с другими ремёслами, занимались разведением домашних голубей.

## Узбекские бойные голуби древней Бухары

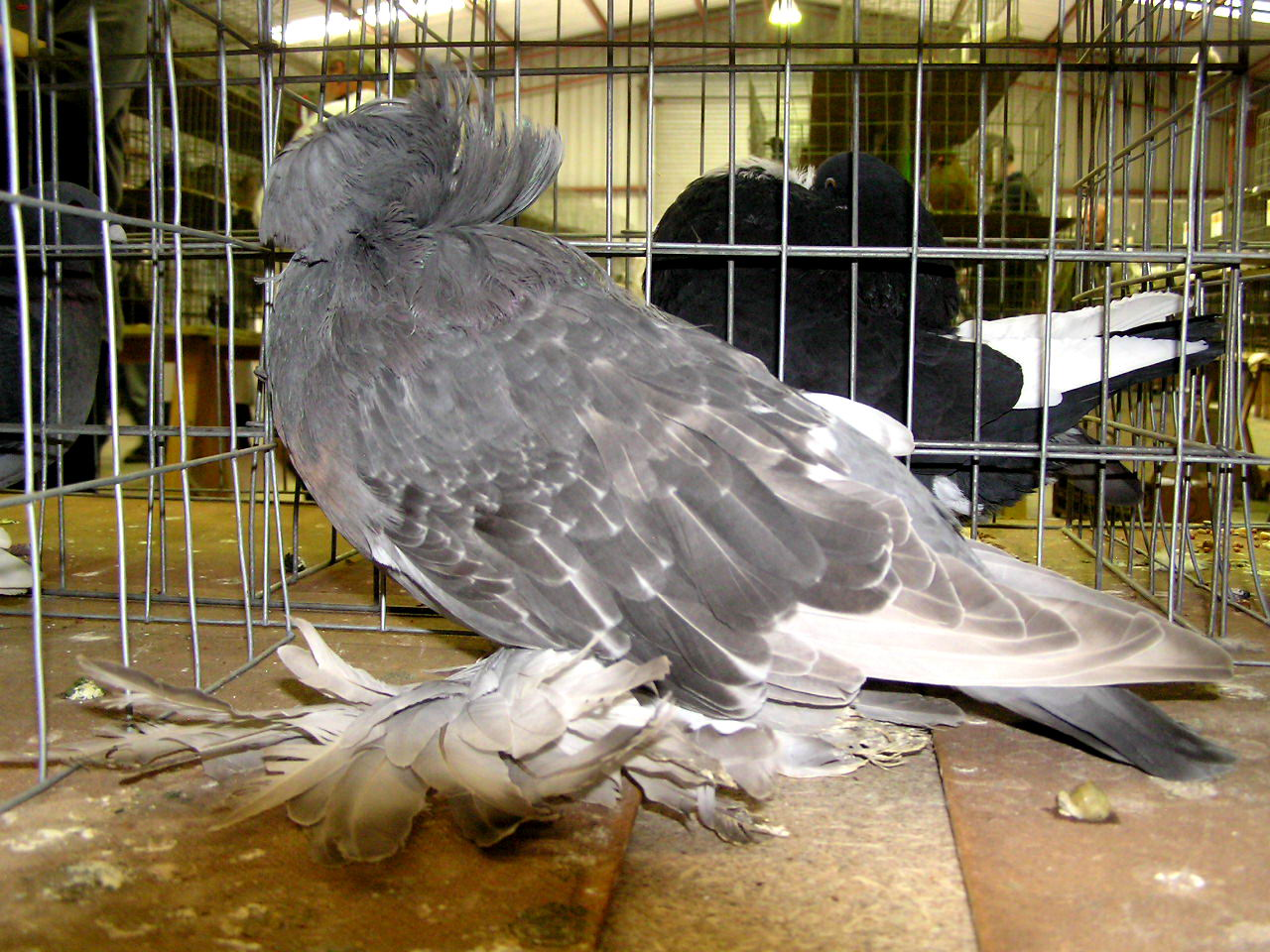
Голубь Бухарский Трубач

История голубеводства Бухары — это увлекательная, хроника, уходящая корнями вглубь веков. Название многих окрасов узбекских бойных голубей, распространённых по всей Средней Азии, прочно связано с бухарскими породами.
Богатая история Бухары как крупного торгового центра на Великом шёлковом пути послужила причиной притоку разнообразных пород голубей. Купцы и путешественники, проходящие через этот регион, привозили в качестве ценных подарков этих экзотических пернатых. Эти птицы пополняли голубятню, содержавшуюся в роскошном дворце Бухарского эмира. Голубятня Бухарского эмира представляла собой поистине впечатляющее зрелище, содержавшее голубей самых разных пород и окрасов, включая, экзотическую породу голубей — китайскую чайку.
Известно, о поставках бойных голубей из Ирана, отличавшихся выносливостью и особым стилем полёта, а также о декоративных голубях, привезённых из Афганистана и Пакистана, ценимых за красоту оперения и оригинальную форму тела.
Многие бухарские голубеводы обменивались птицами, создавая новые и совершенствуя существующие породы. Этот процесс искусственного отбора и метизации привёл к формированию уникальных пород бухарских голубей Трубачей (бухарский Барабанщик), отличающихся от своих предков как по внешнему виду, так и по поведенческим характеристикам. Эти новые методы селекционирования дали возможность дополнить исторические сведения, создавая более полную и объективную картину развития голубеводства в Бухаре и Средней Азии в целом.

## Узбекские бойные голуби древнего Коканда

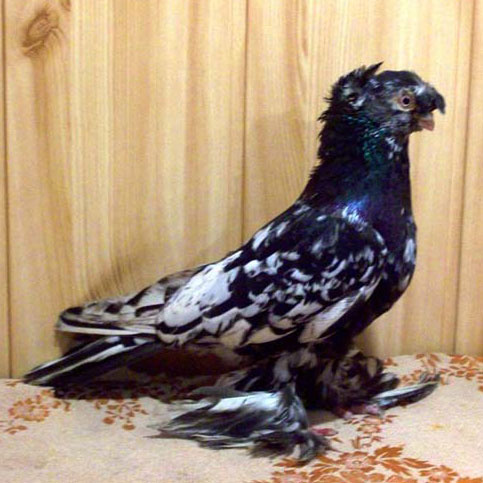
Голубь Кара Челкар

Худояр-хан, правитель Кокандского ханства, оставил яркий след в истории голубеводства региона. Его увлечение голубями началось в раннем возрасте, когда одиннадцатилетним мальчиком он вместе с семьёй переехал из Таласа (современный Кыргызстан) в Коканд (Узбекистан) в 1846 году. Принадлежность к знатной семье, способствовала развитию его интереса к голубям. Уже в юные годы Худояр-хан демонстрировал глубокие познания в породах голубей.
В Коканде сохранились несколько голубятен, а некоторые породы, выведенные в них, дошли до наших дней. Среди них особенно выделяется узбекский выставочный голубь окраса «Човкар» (Челкар), известная своим ярким пёстрым мраморным окрасом и уникальными лётными способностями.
По словам бывшего научного сотрудника Кокандского краеведческого музея, вышеизложенная информация взята из его архива.

## Первые селекционные работы
Начало истории узбекским расам двухчубых голубей положил житель Ташкента голубевод У. Рахимбердиев, основатель питомника, который в то время, одним из первых начал заниматься голубеводством с 1860 года. После его смерти, его труд продолжил сын Т. Умаров, он вёл работу по разведению птиц, которому ещё в начале 20-х годов удалось заполучить несколько пар турецких и персидских голубей из голубятен Бухарского эмира. Т. Умарову, удалось в результате спаривания местных голубей с привозными вывести новую двухчубую лохмоногую бойную породу голубей различных расцветок. В дальнейшем его работу продолжил житель Ташкента голубевод А. Маршал, новая порода голубей получила широкое распространение среди узбекских голубеводов, особенно у голубеводов города Ташкента.
В бойном направлении дальнейшее совершенствование шло по пути улучшения форм передних и задних чубов, уменьшения длины клюва, при этом основной упор делался на сохранении летно-игровых качеств голубей.
В декоративном направлении работа велась по улучшению форм головы, глаз, век и клюва. Для улучшения этих параметров и приданию голубям больше элементов декоративности Ташкентскими голубеводами Т. Умаровым, А. Маршал, В. Хилковым, В. Сибашвили, Н. Н. Даниловым, Г. Клеблеевым, Х. Захидовым, А. Сачаковым, П. Русяевым, Ю. Сулеймановым, Р. Абитовым, С. Абдурахмановым, И. Мильштейн, Б. Фаерштейном и многими другими отечественными энтузиастами голубиной охоты, были использованы короткоклювые, восточные турманы и чайки.

## Голубеводы Ташкента

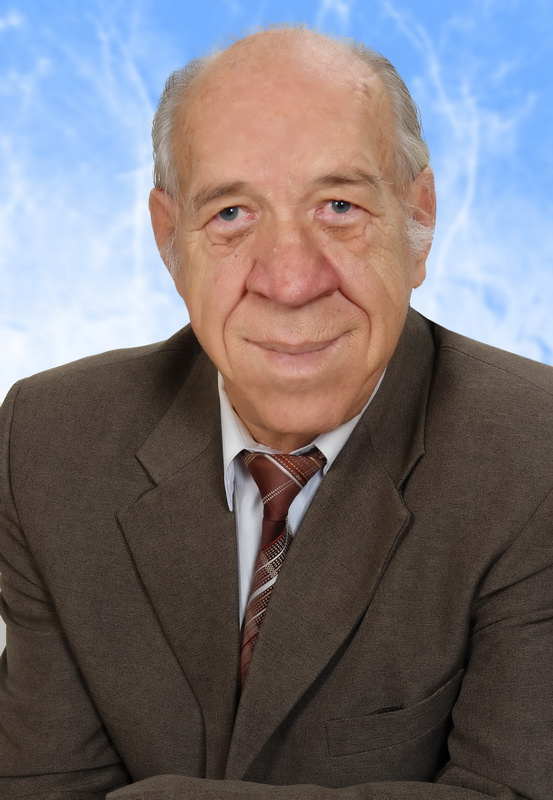
Виталий Александрович Андрющенко 1939 г.р. профессиональный голубевод

Андрющенко Виталий Александрович, профессиональный голубевод с многолетним опытом, родился 20 января 1939 года в городе Ташкент, Узбекистан. Ещё в детстве, под влиянием своего дяди Олега Павловича, он начал увлекаться голубями. Впечатлённый этим увлечением, Виталик начал собирать свою небольшую коллекцию.
Первые декоративные и бойные породы голубей Узбекистана, имеющие все современные внешние признаки, впервые были вывезены за границу на международные и всемирные выставки голубеводом Ташкента В. А. Андрющенко. Представленные им на выставках в Болгарии, Румынии, Венгрии, Турции экспонаты «Узбекских бойных и декоративных» двухчубых и носочубых пород голубей были награждены золотыми медалями, и признаны как шедевры домашнего голубеводства
Собранные В. Андрющенко коллекции декоративных узбекских голубей завоевали признание многих голубеводов различных стран.
Другой, не менее известный голубевод Сараджан Виктор Христофорович, опытный голубевод-селекционер, автор книги «Голуби, голуби, голуби» родился 5 ноября 1939 года в г. Ташкенте, Узбекистан. Отец Виктора Христофоровича, Христофор Сараджан был потомственным голубеводом, что в последствие перешло к его сыну, который вплотную начал заниматься голубями с 1960 года. С 1975 года Сараджан В. Х. официально начал возить своих питомцев на различные выставки, проводимые в республиках бывшего СССР и дальнего зарубежья.
В 1982 году на выставке, проводимой в Будапеште (Венгрия), Сараджан В. Х. был награждён почётным призом. За долгие годы труда по выводу новых пород узбекских голубей он собрал не малый багаж опыта. В итоге, в 1989 г. вышла его книга «Голуби, голуби, голуби…».
Позднее по инициативе Сараджана В., в 1986 г. при Ташкентском управлении Госкомприроды была создана секция, а затем клуб голубеводов. Его членами стали 150 любителей голубиной охоты. Работу клуба координирует совет, в состав которого входят опытные голубеводы. При клубе есть ветеринарный врач, который выступает с лекциями по профилактике заболеваний голубей и осуществляет ветеринарный надзор
Новые расы Ташкентских двухчубых короткоклювых «выставочных» и двухчубых «летно-игровых» бойных пород голубей выведенных в Узбекистане, признаны в странах ЕС, США. Ближнего Востока, Азии и СНГ.
Узбекский бойный голубь «лётно-игровой расы» во всемирном американском каталоге NPA of USA: Pigeon Breeds by Name: from the NPA Standard — Uzbek Tumbler — Tumbler, Roller, Flyer
Узбекский бойный голубь «выставочной расы» во всемирном американском каталоге NPA of USA: Pigeon Breeds by Group: from the NPA Standard — Uzbek Ghostface Exhibition Tumbler

## Выставки и ярмарки узбекских голубей
- Выставка Узбекских голубей. Ташкент 2007
- Выставка Узбекских голубей. Германия 2019
- Ярмарка узбекских голубей Ташкент 2022
- Выставка узбекских голубей. Ташкент 2023
- Выставка Узбекских голубей. Германия 2023
- Выставка Узбекских голубей. Саудовская Аравия 2024
- Всемирная выставка голубей различных пород. Ташкент, 2024

## Клубы узбекских голубей
- Ассоциация Голубеводов Узбекистана «ГУЛЬБАДАМ» (Узбекистан)[30]
- Интернациональная Ассоциация Узбекских Голубей Клуб «KAPKAN» (США)[31]